# Bezina
Bezina – wieś w Słowenii, w gminie Slovenske Konjice. W 2018 roku liczyła 587 mieszkańców.